# Длиннохвостый сорокопут
Длиннохвостый сорокопут (лат. Lanius schach) — вид птиц из семейства сорокопутовых (Laniidae). Широко распространен по всей Азии, как на материке, так и на восточных архипелагах. Имеет 9 подвидов, в их оперении наблюдаются различия.

## Описание
Длина птицы — 20—25 см, масса — 50—53 г (номинативный), 33—42г (L. s. erythronotus). Это среднего размера сорокопут с длинным или очень длинным, развитым хвостом (отсюда и получил название).
У номинативного подвида лоб и лицевая маска, простирающаяся широкой полосой через ресницы и глаз до нижней стороны затылка, чёрные. Макушка до мантии тёмно-серая, спина и крестец бурые. Надкрылья черноватые, третичные перья с бледной буровато-белой окантовкой, вторичные перья с узкой бледной окантовкой, заметное белое пятно у основания первичных перьев.
Хвост чёрный, с белой окантовкой, внешние концы с бледно-бурой окантовкой. Горло белое, подхвостье беловатое, с насыщенным рыжим на боках и груди.
Радужка темно-коричневая, клюв чёрный, бледнее к основанию нижней челюсти. Ноги серовато-черные.
Особи обоих полов похожи, ноги самок немного коричневее, чем у самцов. У молодой особи маска лица редуцирована, она буровато-серая с заметной тонкой тёмной полосой сверху, крестец более рыжий, крылья бурые с коричневой каймой, хвостовые перья черноватые с бурыми кончиками, горло белое, подхвостье беловатое с рыжей каймой.

## Биология
Населяет открытые местности с кустарниками, редколесье, в основном на возделываемых территориях, также степи и полупустыни, луга с редкими кустарниками, молодые насаждения, сады, парки, иногда опушки вечнозелёных лесов. В центральной Азии обычно встречается на культивируемых насаждениях с деревьями, например, в защитных полосах вдоль автомобильных и железных дорог, аллеях и парках в городах, садах в деревнях. На Шри-Ланке размножается в кустарниковых джунглях у побережья. В Таиланде — на рисовых полях. На Суматре встречается в тростниковых зарослях, граничащих с посевами. Важно наличие подходящих мест для отдыха, укрытия и наличие доступной пищи.
Населяет в основном низменности, до границ лиственных лесов в горах. Номинативный подвид обычно населяет высоты до 1500—1700 м, но в небольших долинах, окаймленных деревьями рек, поднимается до 3050 м. L. s. tricolor поднимается до 3000 м и иногда 4300 м в Гималаях. L. s. stresemanni в Новой Гвинее распространен только в горных районах на высоте 1100—2600 м.

## Поведение

### Песня
Позывки резкие, визгливые или протяжные, описываемые как «scha-scha-scha-schi, schi, schi» и «scha, schach-schach» (L. s. nasutus) и «ketsch-ketsch…» или «tchert…». Также двусложное «tch-ick», «cha-dit» или «kerr-ick» (номинативный подвид), и повторяющееся «ger-lek» или «jülek» (L. s. erythronotus). Подвид L. s. stresemanni добавляет к позывкам тявканье «yaou-yaou» или «choo-wee», L. s. nasutus — повторяющееся «keoo-keoo».
Некоторые исследователи отмечают, что позывки длиннохвостого сорокопута напоминают позывки обыкновенного перепела (Coturnix coturnix). Также издаёт большое количество резких жужжащих и шуршащих звуков, включая тревожные «kerrr-kerrr…», «zerrr-zerrr…» и подобные.
Песня, длящаяся до 15 минут, включает мелодичное пение и свист, похожее на пение настоящих камышовок (Acrocephalus), и может включать в себя песни других видов птиц.

### Питание
Очень неприхотлив в питании. Питается разнообразными насекомыми, предпочитая крупные виды, например, кузнечиков и сверчков (Orthoptera), а также жуков (Coleoptera). Регулярно поедает позвоночных, таких как мелкие млекопитающие, ящерицы, лягушки, крабы и мелкие птицы, включая птенцов до размеров малой горлицы. Охотится с видного насеста, большую часть добычи добывает на земле, но также охотится на насекомых в воздухе или передвигается прыжками по земле. Иногда крадет пищу у других птиц. Как и другие сорокопуты иногда накалывает некоторых своих жертв на шипы для удобства употребления в пищу.

### Размножение

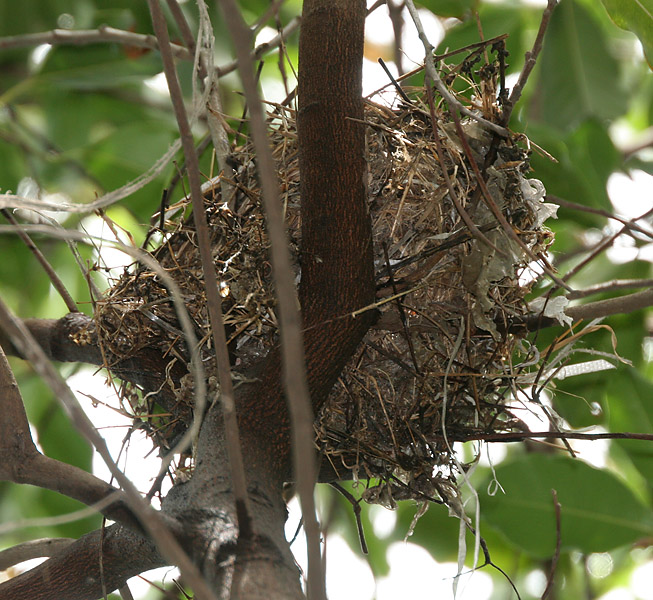
Гнездо длиннохвостого сорокопута

Откладывает яйца с конца марта по июль, в основном с апреля по май, в северной и центральной частях ареала. На юге откладывает яйца в феврале, июне-сентябре и декабре на Малайском полуострове, во все месяцы (пик в мае-августе) на Яве, и с июня по ноябрь на Новой Гвинее. Локально двугнездный (на низких высотах в Афганистане, Пакистане и Индии). Моногамен. Гнездится часто небольшими группами, например, до 6-7 пар на 8 га в зелёной городской зоне Кабула (Афганистан) и 26 пар на 7 га в Туркменистане.
Гнезда строят оба пола (L. S. erythronotus), гнездо обычно довольно громоздкое из трав, колючих веток, мха, корней и листьев, часто с добавлением искусственных материалов, выстланное более мелкими травинками. Размещается в колючем кустарнике или на дереве, иногда в тростнике или высокой траве, на различной высоте, обычно 3—5 м (иногда до 1—5 м, в исключительных случаях до 24 м) на большей части ареала, часто на высоте 4—12 м на высоком дереве в городских районах. На северных Филиппинах — 0.7-5.3 м, на Малайском полуострове — 0.9—3.5 м в кустарниковой растительности среди вьюнков или папоротников.
Кладка состоит из 2—6 яиц, в основном 4—6 и, по-видимому, варьируется географически. Иногда до 8 яиц в средней Азии, обычно 4 на Шри-Ланке, 3 на Малайском полуострове и 2 на Новой Гвинее. Яйца имеют окрас от беловатых до бледно-оливковых, с красновато-коричневыми крапинками, часто встречаются отметины в виде полосы вокруг широкого конца.
Часты повторные кладки, если предыдущие потеряны. Яйца насиживаются самкой, период 13—16 дней. Птенцы растут 14—17 дней, молодые особи остаются на родной территории до 2 месяцев. На гнездах регулярно паразитируют кукушки, в Индии — обыкновенная кукушка (Cuculus canorus), обыкновенная ястребиная кукушка (Hierococcyx varius) и сорочья хохлатая кукушка (Clamator jacobinus).

## Классификация
Вид был описан Карлом Линнеем в 1758 году. Ранее рассматривался как родственный тибетскому сорокопуту (Lanius tephronotus).

## Подвиды и распространение
По данным базы Международного союза орнитологов в составе вида Lanius schach выделяют 9 подвидов, которые различаются в основном размерами:
- L. s. erythronotus (Vigors, 1831). От южного Казахстана в Иран, Афганистан, Пакистан и северную Индию.
- L. s. caniceps Blyth, 1846. Индия и Шри-Ланка.
- L. s. tricolor Hodgson, 1837. Непал и восточная Индия через Мьянму и Китай в Лаос и Таиланд.
- L. s. schach Linnaeus, 1758. Номинативный подвид. Центральный и юго-восточный Китай и север Вьетнама.
- L. s. longicaudatus Ogilvie-Grant, 1902. Центральный и юго-восточный Таиланд и южный Лаос.
- L. s. bentet Horsfield, 1821. Малайский полуостров, Большие и Малые Зондские острова и Борнео
- L. s. nasutus Scopoli, 1786. Филиппины (кроме группы Палаван и архипелага Сулу).
- L. s. suluensis (Mearns, 1905). Архипегал Сулу.
- L. s. stresemanni Mertens, 1923. Высокогорье в Новой Гвинее.

Подвиды отличаются в основном размерами (номинативный самый крупный), длиной хвоста и цветом головы и надхвостья: L. s. erythronotus похож на номинативного, но заметно меньше, несколько тусклее и с более узкой чёрной полосой на лбу. L. s. caniceps бледнее, с меньшим количеством рыжины на надхвостье. L. s. tricolor имеет полностью чёрную шапочку, небольшой сероватый участок на верхней части мантии, остальная часть надхвостья темно-рыжая. L. s. longicaudatus похож на предыдущую, но хвост намного длиннее (самый длинный из всех подвидов), надхвостье темно-ржавое, основное пятно больше. L. s. bentet имеет хвост почти такой же длины, как и предыдущий, количество чёрного на голове варьируется, верхняя часть головы похожа на L. s. caniceps, основное пятно очень изменчиво, но обычно маленькое или отсутствует. L. s. nasutus похож на L. s. tricolor, но мантия полностью серая, спина более бледно-рыжая. L. s. suluensis очень похож на предыдущего, но несколько бледнее сверху, мантия беловато-серая. L. s. stresemanni также похож, но более темный рыжий сверху, с менее обширным серым на мантии.

## Галерея

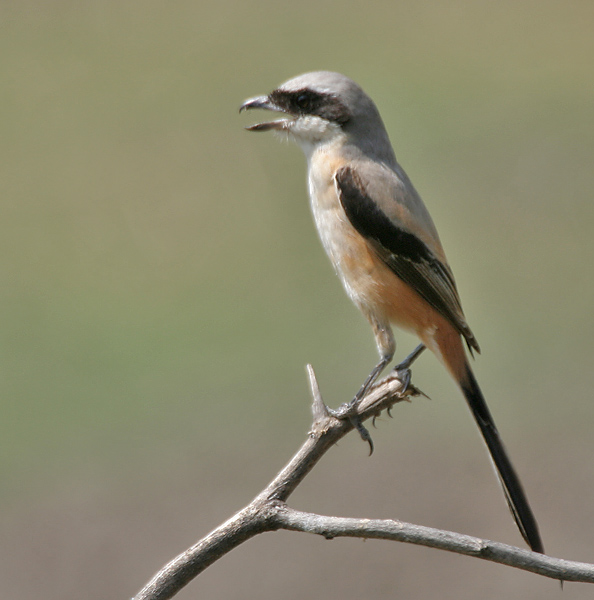
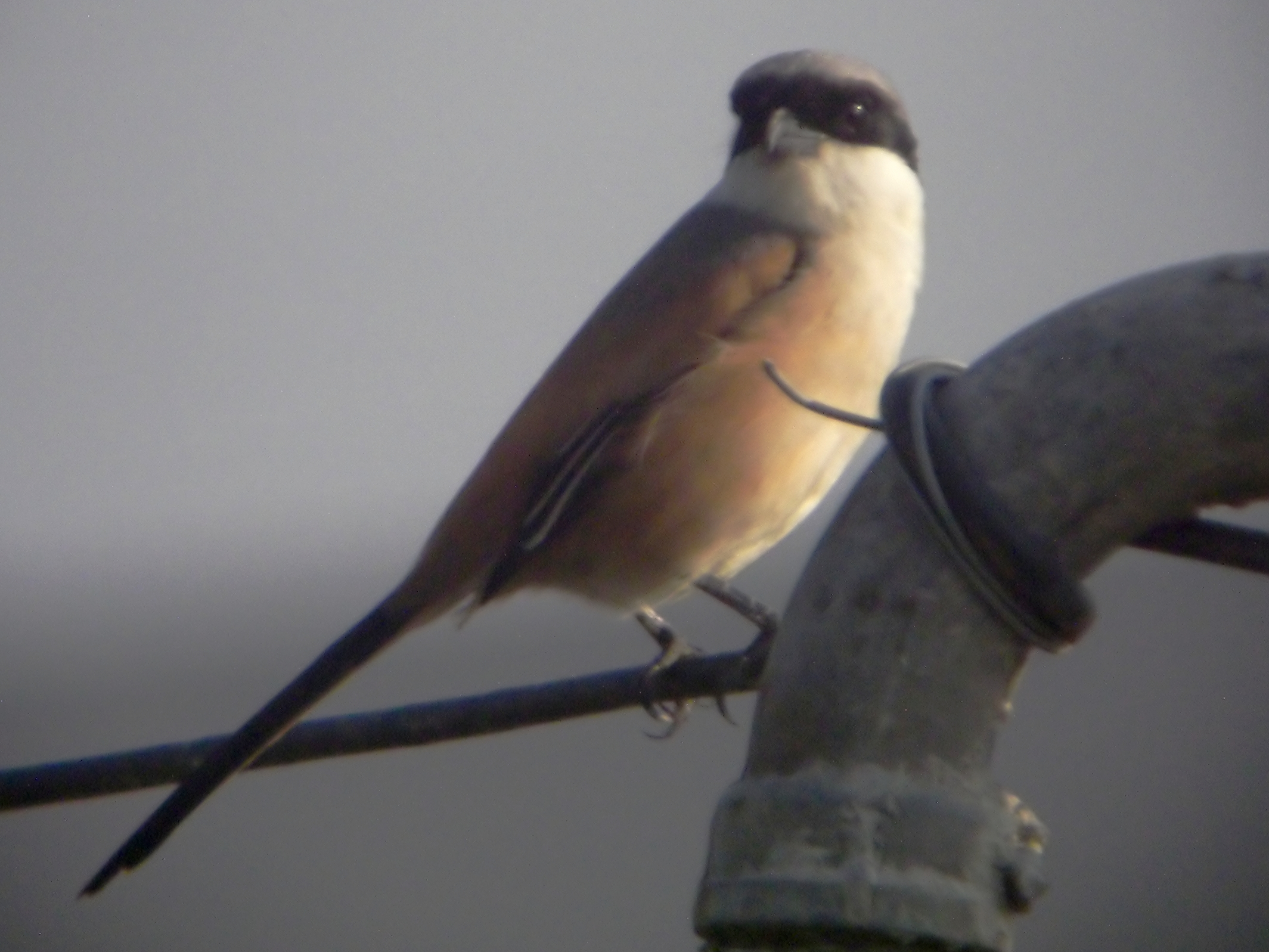
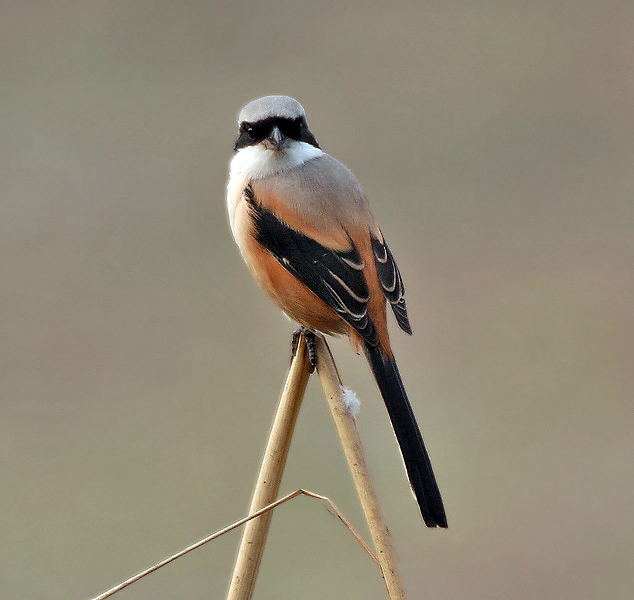
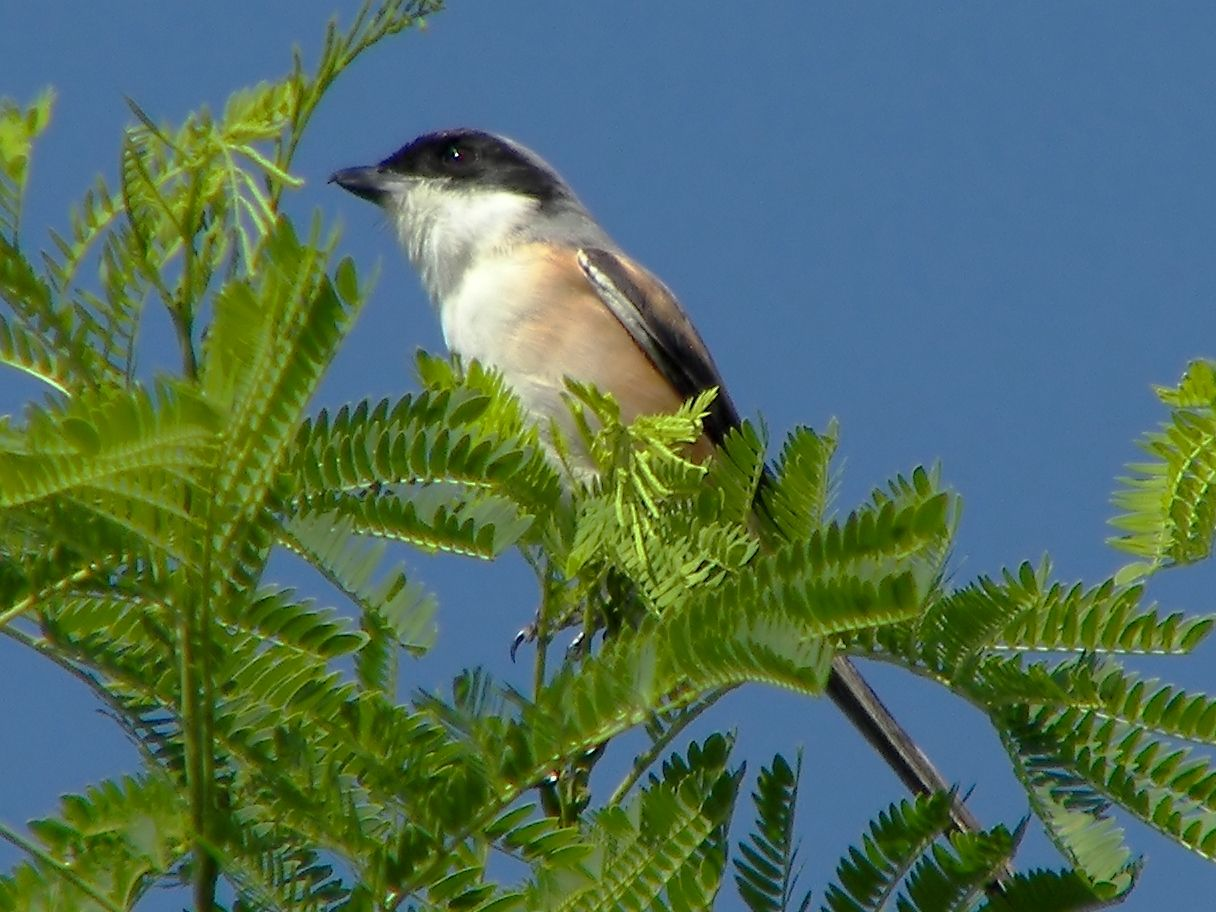